# José Peñarrieta
José Feliciano Peñarrieta Flores (Yacuíba, 18 novembre 1988) è un calciatore boliviano, portiere del The Strongest e della Nazionale boliviana.